# Kurdyange
Kurdyange är ett periodiskt vattendrag i Burundi.   Det ligger i provinsen Ruyigi, i den östra delen av landet, 140 kilometer öster om huvudstaden Bujumbura.
I omgivningarna runt Kurdyange växer huvudsakligen savannskog. Runt Kurdyange är det ganska glesbefolkat, med 32 invånare per kvadratkilometer.